# MedRxiv
O Medrxiv (pronuncia-se em inglês "med-archive") é um site da Internet que distribui versões pré-publicação de artigos científicos sobre ciências da saúde. Tais manuscritos ainda precisam ser submetidos a revisão por pares e o site observa que o status preliminar e que os manuscritos não devem ser utilizados para reportagens como informações estabelecidas. O site foi fundado em 2019 pelo Cold Spring Harbor Laboratory (CSHL), a BMJ (uma editora médica) e a Universidade Yale. O servidor pertence e é operado pela CSHL. O MedRxiv e seu site irmão, bioRxiv, têm sido algumas das principais fontes para a divulgação de pesquisas sobre o COVID19.